# SDSS J1228+1040
SDSS J1228+1040 — белый карлик в созвездии Девы. Находится на расстоянии около 437 световых лет от Солнца. Был впервые идентифицирован как белый карлик в 2006 году по данным спектроскопии SDSS. Эти наблюдения позволили идентифицировать его как белого карлика DA, что указывает на обнаружение водорода.
У звезды обнаружена как минимум одна экзопланета.

## Характеристики
SDSS J1228+1040 — белый карлик спектрального класса DAZe с массой 71 % массы Солнца.

## Планеты
У звезды SDSS J1228+1040 есть одна планета: SDSS J1228+1040 b, которая находится на расстоянии 413 световых лет от Солнца. Экзопланета представляет собой планетезималь и является самой маленькой известной экзопланетой во Вселенной.